# Studentska (stanice metra v Charkově)
Studentska (ukrajinsky Студентська) je stanice charkovského metra na Saltivské lince.

## Charakteristika
Stanice je trojlodní, kdy pilíře jsou obloženy bílým mramorem.
Stanice má dva vestibuly, ústící do okolí ulic Akademika Pavlova a Valentynivska. Vestibuly jsou s nástupištěm propojeny schodištěm.